# Obereopsis atrosternalis
Obereopsis atrosternalis là một loài bọ cánh cứng trong họ Cerambycidae.